# Jagdrecht (Schweiz)
In der Schweiz setzt sich das Jagdrecht zusammen einerseits aus den Bestimmungen des Bundesgesetzes über die Jagd und den Schutz wildlebender Säugetiere und Vögel aus dem Jahr 1986 mit zugehöriger Verordnung von 1988 und andererseits aus den Jagdgesetzen der einzelnen Kantone mit zugehörigen Verordnungen und Verfügungen.

## Kompetenzverteilung zwischen Bund und Kantonen
Die rechtsetzende Kompetenz des Bundes beschränkt sich im Wesentlichen auf die Festlegung der jagdbaren Arten und der Schonzeiten sowie auf die Ausscheidung von eidgenössischen Jagdbanngebieten (Schutzzonen). Das eidgenössische Jagdgesetz ist ein Artenschutzgesetz und stellt den Schutz vor die Regulierung und die jagdliche Nutzung. Für den Vollzug des eidgenössischen Jagdgesetzes ist das BAFU (Bundesamt für Umweltschutz) zuständig.
Regulierung und Nutzung der Wildpopulationen, also die Bestimmungen über die Jagdberechtigung, das Jagdsystem, das Jagdgebiet und die Jagdaufsicht, werden in den kantonalen Jagdgesetzen geregelt. So ist gewährleistet, dass die Organisations- und die Umsetzungsautonomie der Kantone gewahrt bleiben und beim Jagdbetrieb auf die regionalen Eigenheiten hinsichtlich der Wildarten, Lebensräume, Probleme und Traditionen Rücksicht genommen wird.

## Kantonale Jagdsysteme

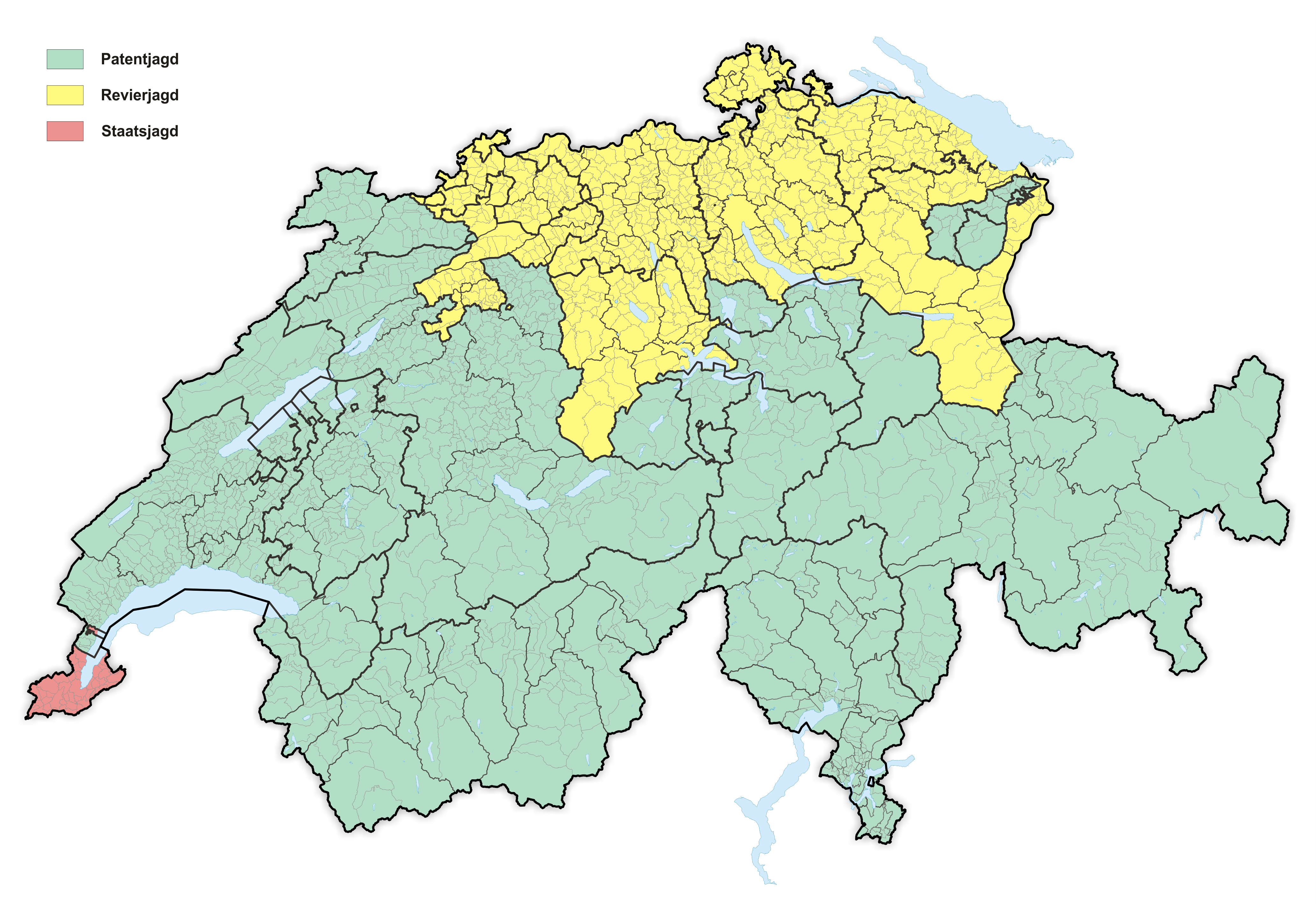
Jagdsysteme in der Schweiz

Das subjektive Jagdrecht liegt in der Schweiz als hoheitliches Recht (Jagdregal) grundsätzlich bei den Kantonen und damit dem Staat. Im Gegensatz zu Deutschland oder Österreich verleiht der Grundbesitz in der Schweiz keinerlei subjektives Jagdrecht. Es existieren drei verschiedene Jagdsysteme: Revierjagd, Patentjagd sowie der Spezialfall der Staats- bzw. Regiejagd.

### Revierjagd
Die deutschsprachigen, mehrheitlich im Mittelland gelegenen Kantone Aargau, Basel-Stadt, Basel-Landschaft, Luzern, St. Gallen, Schaffhausen, Solothurn, Thurgau und Zürich kennen die Revierjagd. In diesen sogenannten Revierkantonen werden die Jagdrechte vom Kanton als Einzelreviere, die gewöhnlich eine politische Gemeinde umfassen, in der Regel für acht Jahre an Jagdgesellschaften verpachtet, die dafür einen Pachtzins entrichten und auch für die Wildhege zuständig sind. Im betreffenden Gebiet dürfen ausschliesslich die Pächter und von diesen Eingeladene jagen.

### Patentjagd
Die meisten anderen, oft alpin oder lateinisch geprägten Kantone, nämlich Appenzell Ausserrhoden, Appenzell Innerrhoden, Bern, Freiburg, Glarus, Graubünden, Jura, Neuenburg, Nidwalden, Obwalden, Schwyz, Tessin, Uri, Waadt, Wallis und Zug, kennen die Patentjagd. In diesen sogenannten Patentkantonen kann jeder Jäger nach der Lösung eines staatlichen Jagdpatents im ganzen Kantonsgebiet mit Ausnahme der Jagdbanngebiete jagen. Dabei ist festgelegt, welche und wie viele Tiere er während der kurzen Jagdzeit erlegen darf. Die Jäger bezahlen jährlich Patentgebühren.

### Staatsjagd
Als einziger Kanton kennt Genf die Staats- bzw. Regiejagd, welche Privatpersonen von der Jagd ausschliesst. Jagdliche Massnahmen werden dort von staatlich besoldeten Wildhütern ausgeübt. Entstandene Wildschäden werden vom Kanton und somit aus Steuergeldern beglichen.

## Geschichte
In der Alten Eidgenossenschaft war das subjektive Jagdrecht – das «Recht zur Jagd» – in den Gebieten mit monarchischer Regierung (beispielsweise Territorien in Klosterbesitz) und mit oligarchischer Regierung (die Territorien der Reichsstädte wie Zürich und Bern) ein herrschaftliches Privileg, in den Länderorten galt dagegen die freie Volksjagd. Im Freistaat der Drei Bünde (Graubünden) kauften die Gerichtsgemeinden die herrschaftlichen Wildbannrechte in der Frühneuzeit auf. Das objektive Jagdrecht wurde seit dem späten Mittelalter mittels Verordnungen, Erlassen und Mandaten geregelt. Dabei ging es um Jagd- und Schonzeiten, um den Schutz und die Bekämpfung gewisser Tierarten, das Verbot unerwünschter Waffen und den Einsatz von Hunden sowie die Festlegung von Jagdbanngebieten.
Die Helvetische Republik erklärte die Grundeigentümer zu Inhabern des subjektiven Jagdrechts und liess durch die Munizipalitäten Patentgebühren erheben. Nach der Wiederherstellung der föderativen Staatsordnung 1803 zogen die Kantone während der Mediationszeit das subjektive Jagdrecht an sich und etablierten so das Jagdregal, das sie anschliessend als Patent- oder Revierjagd organisierten. Der Aargau ging als erster Kanton 1803 zur Revierjagd über; es folgten Basel-Landschaft (1832), Basel-Stadt (1876), Schaffhausen (1915), Zürich (1929), Thurgau (1930), Solothurn (1933), Luzern (1930/1941) und St. Gallen (definitiv 1950). Die Systemwechsel in der ersten Hälfte des 20. Jahrhunderts sind einerseits als Massnahme des Staates zu sehen, die Wildbestände besser schützen zu können (wovon auch die Jägerschaft dank in der Folge höheren Beständen profitieren konnte), anderseits aber auch, in schwierigen Zeiten die Jagd fiskalisch besser zu nutzen.  Versuche, die Milizjagd zu verbieten und sie staatlichen Wildkontrolleuren zu übertragen, hatten allein im Kanton Genf Erfolg (1974); in der Waadt (1977), im Tessin (1992, nur betreffend Niederjagd) und in Zürich (2018) fanden sie in den jeweiligen Volksabstimmungen keine Mehrheit.
Die parallele Gesetzgebung des Bundes wurde mit der Totalrevision der Bundesverfassung von 1874 ermöglicht. Ursache war der Rückgang der Wildbestände, was nach schweizweiten Schutzbestimmungen rief. Das 1875 erlassene Bundesgesetz über Jagd und Vogelschutz enthielt für die damalige Zeit sehr strenge Schutzbestimmungen: so durfte das Hochwild nur noch während 14 Tagen gejagt werden, und der Abschuss von Mutter- und Jungtieren wurde vollständig verboten. Ziel war allerdings nicht der Tierschutz, sondern der Erhalt der Jagdbestände aus wirtschaftlichen Gründen. Die Revision von 1962 führte Bestimmungen gegen die zunehmenden Wildschäden ein, und auch die Idee des Artenschutzes fand erstmals Eingang. Das totalrevidierte Bundesgesetz von 1986 nennt nun als erstes Ziel die Erhaltung der Artenvielfalt.
Mit einer Teilrevision des Bundesgesetzes über die Jagd und den Schutz wildlebender Säugetiere und Vögel, die am 27. September 2019 vom National- und Ständerat angenommen worden war, hätten nun auch geschützte Tiere zur Bestandesregulierung abgeschossen werden dürfen. Der Bundesrat hätte die Kompetenz erhalten, auf dem Verordnungsweg auch weitere geschützte Tierarten für die Bestandesregulierung zum Abschuss freizugeben. Weil das revidierte Gesetz nach Meinung von Umwelt- und Tierschutzverbänden dem Artenschutz zu wenig Rechnung trage, wurde von diesen das Referendum ergriffen, das mit 58'000 beglaubigten Unterschriften zustande kam. In der Volksabstimmung vom 27. September 2020 wurde die Gesetzesänderung mit einer Mehrheit von 51,9 Prozent verworfen. Damit wurde auch ein in der Teilrevision vorgesehenes partielles Bleikugel-Verbot verworfen, welches die Jagd mit bleifreier Munition gefördert hätte. Im Jahr 2022 hat der Kanton Appenzell Ausserrhoden bleihaltige Kugelmunition mit einer Übergangsfrist von zwei Jahren verboten. Schrotmunition ist vom Verbot nicht betroffen. Dessen Verwendung wurde aber auf nationaler Ebene bereits ab 1998 eingeschränkt. Im Kanton Graubünden und im Kanton Wallis wurden auch Verbote erlassen. Jedoch gelten, anders als in der Medienmitteilung des Kantons Wallis und infolge von den Medien kommuniziert, auch dort Ausnahmen für Schrotmunition. Im Kanton Wallis gilt die Übergangsfrist, u. a. um die im Umlauf befindlichen Munitionsbestände zu verringern, bis 2026. Auch das Jagdgesetz im Kanton Graubünden sieht gewisse Ausnahmen vor. Bleihaltige Munition ist für das Vogelsterben mitverantwortlich.
Im Jahr 2022 hat das Parlament das Jagdgesetz angepasst. Der Bundesrat setzte die Ausführungsbestimmungen eines ersten Teils dieser Anpassungen auf den 1. Dezember 2023 befristet in Kraft. Demnach wurde die präventive Regulierung von Wolfsrudeln unter klar definierten Bedingungen erlaubt. Auch der Abschuss ganzer Wolfsrudel wurde unter den gegebenen Bedingungen ermöglicht. Der Kanton Graubünden beantragte bereits die Bewilligung zur Entnahme von 27 Wölfen, bzw. vier ganzen Rudeln. Ob dieses Vorgehen mit der Berner Konvention vereinbar ist, steht in Abklärung. Die Natur- und Umweltschutzorganisationen Pro Natura, WWF Schweiz und Birdlife Schweiz erhoben Beschwerde gegen mehrere Verfügungen für Abschüsse von Wölfen in den Kantonen Graubünden und Wallis.